# بلک وال استریت رکوردز
بلک وال استریت رکوردز (انگلیسی: The Black Wall Street Records) شرکت نشر موسیقی آمریکایی است، که در سال ۲۰۰۲ تأسیس شد.

## تاریخچه
نام «وال استریت سیاه» برگرفته از محله نژادی گرین‌وود در تولسا، اوکلاهاما است. در طول رونق صنعت نفت در دهه 1920، گرینوود خانه چندین کارآفرین موفق و برجسته آفریقایی-آمریکایی بود.
قبل از The Documentary، گیم مجموعه‌ای از میکس‌تاپ‌ها را روی لیبل خودش، The Black Wall Street منتشر کرد. پس از قطعه G-Unit Records، گیم امیدوار بود که وال استریت سیاه را به جریان اصلی برساند تا با لیبل سابق و همتایان خود رقابت کند. Big Fase 100 در نهایت پس از مشکلات داخلی بازی، این برچسب را به طور رسمی ترک کرد. اگرچه این شرکت یک آلبوم رسمی منتشر نکرده است، اما چندین میکس نوار از جمله مجموعه "Black Wall Street Journal" و "BWS Radio" منتشر کرده است. هنرمندان سابقی که در این برچسب حضور داشته اند عبارتند از: Eastwood، Techniec، Cyssero، Vita، Ya Boy و Charli Baltimore.